# Festival de cinéma africain de Ouagadougou 1970
Le deuxième « Festival de cinéma africain de Ouagadougou » se déroule du 1er au 15 février 1970 à Ouagadougou, la capitale de la Haute Volta (actuel Burkina Faso). Il devient le Festival panafricain du cinéma de Ouagadougou lors de son institutionnalisation en 1972 pour sa troisième édition.

## Contexte
Le Festival panafricain d'Alger a lieu du 21 juillet au 1er août 1969 et présente plus d'une centaine de films de réalisateurs africains. Le symposium adopte un manifeste culturel panafricain et l'Union panafricaine du cinéma y est créée, qui devient la Fédération panafricaine des cinéastes (FEPACI) en octobre 1970 lors de son premier Congrès aux JCC.
La Haute-Volta dispose de six salles de cinéma : le Nader et l'Olympia à Ouagadougou ; l'Eden, le Normandie, le Rex et le Rio à Bobo Dioulasso. Elles appartiennent au duopole dirigé par des Français, la SECMA (Société d’exploitation cinématographique africaine) et la COMACICO (Compagnie africaine de cinéma commercial), qui domine l'exploitation et la distribution dans toutes les territoires des anciennes Afrique-Occidentale française et Afrique-Équatoriale française. Le gouvernement du général Sangoulé Lamizana décide le 5 janvier 1970 de nationaliser les salles et crée pour les gérer la Société nationale voltaïque du cinéma (SO.NA.VO.CI.),.
La nationalisation est officiellement afin de lutter contre ces monopoles, mais le contexte financier est déterminant. Pour renflouer les caisses de l’État, l'intendant militaire Tiémoko Marc Garango, ministre des Finances, impose la rigueur budgétaire, ce que les Voltaïques nomment la garangose ! Il impose une taxe de 25 % sur les billets d'entrée que les salles veulent répercuter pour conserver leur marge. Devant le refus du gouvernement, les salles menacent de fermer au 1er janvier 1970 et le font effectivement. Un Conseil extraordinaire des ministres se réunit le 3 janvier, auquel est invité François Bassolé, directeur du Service de l'Information et membre du Comité d'organisation du festival. Il contribue à convaincre le Conseil et le décret présidentiel de nationalisation est pris le 5 janvier.
Mais ces sociétés, en tant que distributeurs, bloquent l'accès aux films. Après des essais infructueux de les contourner, un accord est rapidement trouvé le 9 mars pour la fourniture de 10 à 12 films 35 mm par semaine pour l'ensemble des salles contre 33 % des recettes avec un minimum garanti de 2 500 000 francs CFA par mois,.

## Déroulement

### Préparation
Le 18 octobre 1969, le Comité du festival de cinéma africain se réunit pour prévoir l'édition de 1970. Il est élargi de 18 à 64 membres. Un nouveau bureau doit être élu car le vice-président Eugène Lompo est affecté à Fada N'Gourma et le secrétaire général Claude Prieux l'est à Lomé tandis que la présidente Alimata Salambéré est enceinte et demande à quitter son poste. Simone Aïssé Mensah est élue présidente, assistée de Paul Bouda et Roger Nikiéma comme vice-présidents, de François Bassolé comme secrétaire général et d'Hamidou Ouedraogo comme trésorier, ainsi que de six commissions.
L'autorisation gouvernementale est donnée au Conseil du 24 décembre 1969. Le festival est placé comme en 1969 sous le haut-patronage du général Sangoulé Lamizana, Chef de l'Etat et sous la double tutelle du ministre de l'Education nationale et du ministre de l'Information, des Postes et Télécommunications. Il est décidé d'inviter tous les pays de l'OCAM, ainsi que les pays du Maghreb.
Il est également décidé d'attribuer un prix au meilleur réalisateur, mais le jury n'ayant pas été convoqué, le festival reste sans compétition. La presse internationale est largement convoquée, sans succès.

### Programmation
Les projections ont lieu au Centre culturel franco-voltaïque, à la Maison du peuple, aux cinémas Nader et Olympia, à l'Ecole nationale d'administration et au Quartier Pelhogin, ainsi qu'au Centre d'enseignement supérieur (devenu le lycée Bogodogo), au lycée de Kologh Naba, à l'Eglise de Dapoya, à l'Ecole de Koulouba, au Centre social de Paspanga, à l'Ecole de Ouidi, au Cours normal de Jeunes filles (devenu le lycée Mandela), au Lycée technique ainsi qu'à Bobo Dioulasso.
| Titre                         | Réalisation                              | Pays                |
| ----------------------------- | ---------------------------------------- | ------------------- |
| Monangambée                   | Sarah Maldoror                           | Angola              |
| L'Aube des damnés             | Ahmed Rachedi                            | Algérie             |
| L'Enfer à dix ans             | Ghaouti Bendeddouche                     | Algérie             |
| La Voie                       | Mohamed Slimane Riad                     | Algérie             |
| La Femme au couteau           | Timité Bassori                           | Côte d'Ivoire       |
| Mouna ou le rêve d'un artiste | Henri Duparc                             | Côte d'Ivoire       |
| Ganvié mon village            | Pascal Abikanlou                         | Dahomey             |
| Hier, aujourd'hui et demain   | Costa Diagne                             | Guinée              |
| Et vint la liberté            | Barry Sekoumar                           | Guinée              |
| Bambo                         | Caméra-club du lycée technique de Bamako | Mali                |
| Source d'inspiration          | Souleymane Cissé                         | Mali                |
| Chants et danses du Mali      | Moussa Sidibé                            | Mali                |
| Kaka-Yo                       | Sébastien Kamba                          | République du Congo |
| Borom Sarret                  | Ousmane Sembène                          | Sénégal             |
| La Noire de...                | Ousmane Sembène                          | Sénégal             |
| Le Mandat                     | Ousmane Sembène                          | Sénégal             |
| Lamb                          | Paulin Soumanou Vieyra                   | Sénégal             |
| N'Diongane                    | Paulin Soumanou Vieyra                   | Sénégal             |
| Une nation est née            | Paulin Soumanou Vieyra                   | Sénégal             |

De Haute-Volta, sont également projetés 6e anniversaire de la Haute-Volta, Foires régionales et L'Ecole des paysans ; de Guinée Troupe théâtrale de Guinée à Paris et Sergent Bakary Woulén ; du Ghana Nwokoro et Panoply of Ghana ; du Mali Sous le signe de la réconciliation, Semaine touristique à Mopti et L'Aspirant ; et de Tunisie Les Journées cinématographiques de Carthage et Jeux méditerranéens.

### Faits marquants
La présence de Marpessa Dawn pour son rôle dans Orfeu Negro est largement médiatisée et renforce l'aura du festival. La présence d'Ousmane Sembène dont les romans sont déjà étudiés dans les collèges joue également son rôle.
Le succès de la première édition déclenche des convoitises. Abidjan se positionne au motif d'une alternance et que les structures d'accueil manquent à Ouagadougou. D'autres voudraient une itinérance. Une résolution de l'Union panafricaine du cinéma prend acte de la nationalisation des salles et « souhaite que cette décision serve d'exemple aux autres pays africains ». Elle appelle à maintenir le siège du festival à Ouagadougou. Cette résolution est signée par l'Algérien Ahmed Kerzabi, l'Ivoirien Timité Bassori, les Guinéens Bob Sow et Sekoumar Barry, les Voltaïques Serge Ricci, Sékou Ouedraogo, Issaka Thiombiano, les Maliens Souleymane Cissé et Djibril Kouyaté, les Nigériens Mustapha Alassane, Oumarou Ganda et Zalika Souley, les Sénégalais Paulin Soumanou Vieyra et Ousmane Sembène, et le Tunisien Moncef Ben Ameur. En les recevant à la présidence, le Chef de l'Etat, le général Sangoulé Lamizana, déclare être « persuadé que les gouvernements africains ne resteront pas sourds à vos suggestions ».
Selon Hamidou Ouedraogo, Le Mandat d'Ousmane Sembène et L'Aube des damnés d'Ahmed Rachedi rencontrent « un enthousiasme inédit par la rigueur de leur réquisitoire, notamment anticolonialiste ». La présence des réalisateurs permet un dialogue direct avec les spectateurs.
Le succès du festival va ainsi en s'amplifiant et les cinéastes marquent leur adhésion enthousiaste à la manifestation. On compte environ 20 000 spectateurs. Le budget, bénéficiaire en 1969, accuse un dépassement en 1970. Avec un total de recettes de 3 114 705 francs CFA et de dépenses de 3 274 954 francs CFA, soit un résultat négatif de 160 249 francs CFA, sachant que l'hébergement à l'hôtel Indépendance est facturé 959 965 francs CFA et que la location des salles de cinéma l'est pour 495 000 francs CFA.
Selon Colin Dupré, alors que la Haute-Volta n'est aucunement préparée à recevoir un tel festival, elle réussit son organisation grâce au « rôle primordial des pionniers du festival » et à « l'implication politique » du Chef de l'Etat qui se pose avec la nationalisation des salles et son soutien au festival « en faveur de la décolonisation des écrans », sachant que « le cinéma est un outil pour asseoir le régime ». L'image du festival se forge : politiquement engagé auprès des cinéastes et en faveur du panafricanisme, avec un fort aspect populaire.